# Rhabdoborita-(Mo)
La rhabdoborita-(Mo) és un mineral de la classe dels borats que pertany al grup de la rhabdoborita.

## Característiques
La rhabdoborita-(Mo) és un borat de fórmula química Mg₁₂Mo6+1.33O₆(BO₃)₆F₂. Va ser aprovada com a espècie vàlida per l'Associació Mineralògica Internacional l'any 2019, sent publicada l'any 2020. Cristal·litza en el sistema hexagonal.
L'exemplar que va servir per a determinar l'espècie, el que es coneix com a material tipus, es troba conservat a les col·leccions del Museu Mineralògic Fersmann, de l'Acadèmia de Ciències de Rússia, a Moscou (Rússia), amb el número de registre: 5464/1.

## Formació i jaciments
Va ser descoberta a la fumarola Arsenàtnaia, situada al segon con d'escòria de l'avanç nord de la Gran erupció fissural del volcà Tolbàtxik, al krai de Kamtxatka (Rússia). Aquesta volcà és l'únic indret de tot el planeta on ha estat descrita aquesta espècie mineral.